# Оптичко рачунарство
Оптичко рачунарство користи светлост (фотон уместо електрона) ласера или диода за рад. Деценијама, фотон дозвољава већи фреквентни опсег од електрона који се користе у уобичајним рачунарима.
Многа истраживања усмерена су на замену постојеће рачунарске опреме оптичком, што доводи до оптичког рачунара који обрађује бинарне податке. Овај приступ се може чинити као најбоље краткорочно решење за уобичајне оптичке рачунаре, јер оптичке компоненте могу бити интегрисане у традиционални рачунар за производњу оптичко-електронског хибрида. Ипак, оптоелектронички уређаји губе 30% своје енергије на конвертовање електронске енергије у фотоне и обрнуто; ова конверзија такође успорава пренос порука. Сви оптички рачунари елиминишу потребу за оптичко-електрично-оптичком (ОЕО) конверзијом, тиме смањујући потребу за електричкном снагом.
Наменски уређаји, као што су радари са синтетичком апертуром и оптички колератори, су дизајнирани да користе принципе оптичких рачунара. Такви уређаји могу да се користе, на пример, за откривање и праћење објеката и за класификацију серијских оптичких података у временском домену.

## Оптичке компоненте за бинарни дигитални рачунар
Основни материјал модерних електринских рачунара је транзистор. За замену електронских компоненти оптичким потребан је одговарајући оптички транзистор. То се постиже коришћењем материјала са нелинеаним индексом преламања. Конкретно, постоје материјали којима интензитет долазне светлости утиче на интензитет пренете светлости кроз материјал. Такав оптички транзистор може да се користи за креирање оптичких логичких кола, која се састављају у компоненте процесора вишег нивоа. Ово ће бити нелинеарни кристали који се користе за манипулацију зракова светлости тако да контролишу друге зракове светлости.

## Заблуда, изазови и перспективе
Предност оптике је да може смањити потрошњу енергије, али оптички комуникациони системи обично користе више енергије на кратким растојањима него електронски. Разлог тога је то што је бука једног канала оптике комуникације већа од топлотне буке (термичког шума) електричног канала, који у теорији значи да ће тражити више енергије сигнала да се постигне исти капацитет података. Међутим, на већим раздаљинама и на већим брзинама, већи је губитак у електричним него у оптичким комуникацијама. Како брзина комуникације расте ова дистанца постаје краћа и могућност коришћења оптике у рачунарским системима постаје практично.

### Заблуде
Значајан изазов за оптичке рачунаре је чињеница да је рачунање нелинеарни процес у којем више сигнала мора да комуницира. Светлост, која је електромагнетни талас, може да комуницира само са другим електромагнетним таласом у пристуству електрона у материјалу, а снага ове интеракције је много слабија за електромагнетне таласе, као што је светлост, него за електронске сигнале у стандарним рачунарима. То може довести до тога да процесни елементи за оптичке рачунаре захтевају више снаге и димензија од оних за класичне електронске рачунаре који користе транзисторе.

## Светлосна логика
Светлосна логика користи светлост у логичким колима (NOT, AND, OR, NAND, NOR, XOR, XNOR). Замена се добија применом нелинеарних оптичких ефеката када се два или више сигнала комбинују.
Резонатори су посебно корисни у светлосној логици, зато што дозвољавају нагомилавање енергије из конструктивне интерференце, тиме побољшавајући оптичке нелинеарне ефекте.
Други испитивани приступи светлосној логици су на молекуларном нивоу, користећи фотолуминисценцијске хемикалије.